# Indicatif régional 319

Carte de l'État de l'Iowa avec les territoires de ses indicatifs régionaux. L'indicatif régional 319 est en rouge.

L'indicatif régional 319 est l'un des indicatifs téléphoniques régionaux de l'État de l'Iowa aux États-Unis. Cet indicatif couvre un territoire situé à l'est de l'État.
La carte ci-contre indique en rouge le territoire couvert par l'indicatif 319.
L'indicatif régional 319 fait partie du plan de numérotation nord-américain.

## Principales villes desservies par l'indicatif
- Burlington
- Cedar Falls
- Cedar Rapids
- Oelwein
- Fort Madison
- Iowa City
- Keokuk
- Waterloo

## Source
- (en) Cet article est partiellement ou en totalité issu de l’article de Wikipédia en anglais intitulé « Area code 319 » (voir la liste des auteurs).